# Nzérékoré (regio)
Nzérékoré is een van de acht regio's van Guinee. De regio beslaat de zuidoostelijke punt van het land. Nzérékoré heeft een oppervlakte van iets meer dan 45.000 vierkante kilometer en een inwonersaantal dat in 1998 geschat werd op zo'n 1,35 miljoen.

## Grenzen
De regio Nzérékoré grenst aan drie buurlanden van Guinee:
- Drie regio's van Ivoorkust in het oosten:
  - Denguélé in het noordoosten.
  - Bafing in het oosten.
  - Dix-Huit Montagnes in het zuidoosten.
- Drie county's van Liberia in het zuiden:
  - Nimba in het zuidoosten.
  - Bong in het zuiden.
  - Lofa in het zuidwesten.
- Twee provincies van Sierra Leone in het noordwesten:
  - Een korte grens met Northern in het uiterste noordwesten.
  - Met Eastern in het noordwesten.

Nzérékoré heeft ook een grens met twee buurregio's in het noorden:
- Faranah in het noordwesten.
- Kankan in het noordoosten.

## Prefecturen
De regio is onderverdeeld in zes prefecturen:
- Beyal
- Guéckédou
- Lola
- Macenta
- Nzérékoré
- Yomou

Boké · Conakry · Faranah · Kankan · Kindia · Labé · Mamou · Nzérékoré